# Jonas (téléfilm)
Pour les articles homonymes, voir Jonas (homonymie).
Pour plus de détails, voir Fiche technique et Distribution.
Jonas est un téléfilm français réalisé en 2018 par Christophe Charrier et diffusé pour la première fois le 23 novembre 2018 en France et en Allemagne sur la chaîne Arte. À la fois chronique sociale et thriller, ce téléfilm est la première réalisation de Christophe Charrier. Sa première a lieu le 23 septembre 2018 au Festival de la fiction TV de La Rochelle où il remporte trois prix, dont celui du meilleur téléfilm,.

## Synopsis
Le film alterne entre deux époques de la vie du personnage principal à dix-huit ans d'intervalle. En 2015, Jonas, brancardier à l'hôpital, est un trentenaire homosexuel porté sur la fête, les applications de rencontres et les coups de poing. En 1997, collégien timide de 15 ans, il fait la connaissance de Nathan, un nouvel élève de sa classe très sûr de lui dont il tombe amoureux. Au fil des flashbacks, on se rend compte que l'homme instable et destructeur porte en lui le traumatisme secret du drame qu'il a vécu adolescent. Rongé par la culpabilité, Jonas se décide enfin à faire face aux démons de son passé en cherchant à retrouver la famille de Nathan.

## Fiche technique
- Titre original : Jonas
- Titre provisoire : Game Boy
- Année de production : 2017 - 2018
- Réalisation : Christophe Charrier
- Scénario : Christophe Charrier
- Décors : Stéphane Perazzi
- Costumes : Marine Galliano
- Photographie : Pierre Baroin
- Son : Hyacinthe Lapin
- Montage : Stéphanie Dumesnil, assisté de Romaric Nereau
- Musique : Alex Beaupain
- Production : Sandrine Brauer et Marie Masmonteil
- Sociétés de production : En compagnie des lamas
Arte France
- Société de distribution : Arte et Netflix
- Budget :
- Pays d'origine :  France
- Langue originale : français
- Format : couleur
- Genre : drame
- Durée : 82 minutes
- Date de première diffusion :
  - France, Allemagne : 23 novembre 2018

## Distribution
- Félix Maritaud : Jonas Cassetti (adulte)
- Nicolas Bauwens : Jonas Cassetti (adolescent)
- Tommy-Lee Baïk : Nathan
- Aure Atika : la mère de Nathan
- Marie Denarnaud : la mère de Jonas
- Pierre Cartonnet : le père de Jonas
- Ilian Bergala : Léonard, frère de Nathan
- Ingrid Granziani : Caroline Rivasso (adulte)
- Édith Saulnier : Caroline Rivasso (adolescente)
- David Baiot : Samuel
- Julien Nacache : mec de Grindr
- Constance Lecavelle : petite amie de Léonard
- Marcel Bouzige : le garçon moqueur
- Nicolas Sartous : le prédateur
- Jean-Luc Rehel : le voisin
- John Karalian : mec du Boys Paradise
- Peggy Mahieu : infirmière
- Bernard Massoni : vieil homme malade
- Annie Pardo : vieille dame de l’hôpital
- Ali Pekoz : videur du Boys Paradise 2015
- Cyril Bertucci : videur du Boys Paradise 1997
- Daniel Lawless : policier 2015
- Franck Libert : policier 1997
- Mathieu Lestrade : professeur d’histoire-géographie

## Production

### Tournage
Le tournage a eu lieu dans la ville de Toulon en août et septembre 2017.

### Musique
La musique du film est signée par le chanteur français Alex Beaupain.

## Accueil

### Audience
Le téléfilm réunit 1,12 million de téléspectateurs lors de sa première diffusion.

## Distinctions

### Récompenses
- Festival de la fiction TV de La Rochelle 2018[6] :
  - Meilleur téléfilm
  - Meilleur réalisateur pour Christophe Charrier
  - Meilleure musique pour Alex Beaupain
- Seoul International Drama Awards (en) 2019 : Meilleur réalisateur